# 良西镇
良西镇，是中华人民共和国广东省江门市恩平市下辖的一个乡镇级行政单位。

## 行政区划
良西镇下辖以下地区：
良西墟镇社区、良东村、雁鹅村、龙安塘村、鹤坪村、松柏根村、龙山村、福坪村和那湾村。